# NGC 7554
NGC 7554 is een elliptisch sterrenstelsel in het sterrenbeeld Vissen. Het hemelobject werd op 3 augustus 1864 ontdekt door de Duitse astronoom Albert Marth.

## Synoniemen
- ZW 99
- NPM1G -02.0510
- PGC 70850